# 赵炳南 (察哈尔官员)
赵炳南（?—?）籍贯不详，中华民国北京政府时期官员。

## 生平
赵炳南于1915年被任命为察哈尔都統署書記官兼總務處處長。1916年，张怀芝改任山东督军，由何元春、赵炳南代行察哈尔都統职权